# Gerdo van Grootheest
G.J. (Gerdo) van Grootheest (Ede, 25 december 1978) is een Nederlands bedrijfskundige, politicus en bestuurder. Hij is lid van GroenLinks. Sinds 15 januari 2025 is hij burgemeester van Oosterhout.

## Jeugd en loopbaan
Van Grootheest groeide op in Lunteren. Zijn moeder overleed toen hij elf jaar was. Hij studeerde bedrijfskunde aan de Universiteit Maastricht (1997-2003) en economie aan de Karelsuniversiteit Praag (2001-2002). Na zijn opleiding werkte hij als onderzoeker bij onderzoeksbureau Etil tot hij in 2005 beleidsmedewerker economie bij de gemeente Heerlen werd.

## Politieke loopbaan
Op 22-jarige leeftijd begon Van Grootheest als commissielid voor GroenLinks in Maastricht. In 2006 was hij vierde op de kieslijst van GroenLinks bij de gemeenteraadsverkiezingen in Maastricht. Hij werd gekozen en werd anderhalf jaar later fractievoorzitter.
Van Grootheest was voorzitter van de vertrouwenscommissie die in 2010 Onno Hoes voordroeg als burgemeester van Maastricht. In 2010 was hij lijsttrekker van GroenLinks, en werd hij na de verkiezingen benoemd tot wethouder in dezelfde stad. Daar was hij onder meer verantwoordelijk voor ruimtelijke ordening, milieu en recreatie.
Van Grootheest zette zich in Maastricht in voor een groenere en duurzamere stad en was jarenlang de motor achter projecten als Belvédère, Sphinxkwartier en Tapijnkazerne. Burgemeester Annemarie Penn-te Strake noemde hem bij het afscheid "een wethouder van formaat". Als blijvende herinnering aan zijn wethouderschap is een glas-in-loodraam met zijn naam bevestigd in de Wethouderskamer van het stadhuis van Maastricht.
Tijdens de Tweede Kamerverkiezingen 2017 was Van Grootheest de 42e kandidaat op de kandidatenlijst van GroenLinks. Hij kreeg 984 voorkeurstemmen, wat niet voldoende was om te worden verkozen als Tweede Kamerlid.

## Burgemeester
Op 9 juni 2017 werd Van Grootheest burgemeester van Culemborg. Hij kreeg als burgemeester van Culemborg onder meer openbare orde & veiligheid, regionale samenwerking, burgerparticipatie, communicatie, publiekszaken & dienstverlening en personeel & organisatie in zijn portefeuille.
Op 15 januari 2025 werd Van Grootheest burgemeester van Oosterhout. Hij kreeg als burgemeester van Oosterhout algemeen bestuurlijke coördinatie, personeel & organisatie (incl. organisatieontwikkeling), integriteit, burgerparticipatie (incl. borging wijkgericht werken), openbare orde & veiligheid, toezicht & handhaving, integrale veiligheid, externe veiligheid, regionale samenwerking en overige wettelijke taken in zijn portefeuille.

## Nevenfuncties
Van Grootheest werd na de gemeenteraadsverkiezingen van 2022 gevraagd als formateur om een nieuw college te vormen in de gemeente Leiden. Dit proces werd onder zijn leiding succesvol afgerond en leidde tot een nieuwe coalitie bestaande uit GroenLinks, D66, PvdA en CDA en een college bestaande uit vijf wethouders. Naast zijn nevenfuncties ambtshalve als burgemeester van Culemborg werd hij voorzitter van de Koninklijke Vereniging Stadswerk Nederland en bestuurslid van het Gelders Genootschap.
Sinds het burgemeesterschap van Oosterhout was Van Grootheest geen bestuurslid meer van het Gelders Genootschap. Hij bleef wel aan als voorzitter van de Koninklijke Vereniging Stadswerk Nederland. Daarnaast werd hij lid van de commissie bestuur & veiligheid en van de tijdelijke commissie asiel & migratie van de VNG en lid van het Strategisch Offensief tegen Explosies.

## Privéleven
Van Grootheest is getrouwd. Hij werkte als vrijwilliger bij Amnesty International en COC.